# Kevin Spirtas
Kevin Blair Spirtas (* 29. Juli 1962 in St. Louis, Missouri) ist ein US-amerikanischer Schauspieler. Unter seinem Nachnamen Spirtas ist er seit 1995 bekannt; zuvor agierte er unter dem Namen Kevin Blair.

## Biografisches
Kevin Spirtas ist der Sohn einer Lokalpolitikerin. Sein Vater ist Inhaber eines Unternehmens, das im Umweltschutz tätig ist. 1980 machte Spirtas seinen Abschluss an der High School in seiner Heimatstadt St. Louis. Der aus einem jüdischen Elternhaus stammende Schauspieler lebt heute offen homosexuell.
Zu Spirtas bekanntesten Rollen zählen die des Dr. Craig Wesley und die des Jonas Chamberlain in den beiden Seifenopern Zeit der Sehnsucht und Liebe, Lüge, Leidenschaft. Als Filmdarsteller war er unter anderem in den 1980er Jahren in den Horrorfilmen Im Todestal der Wölfe (1984) und Freitag der 13. Teil VII – Jason im Blutrausch (1988) in diversen Charakterrollen zu sehen.
Spirtas hatte auch Engagements als Theaterschauspieler am Broadway, wo er unter anderem 2003 in Peter Allens The Boy from Oz an der Seite von Hugh Jackman auf der Bühne stand. Nach der Jahrtausendwende spielte er unter anderem in der Seifenoper Winterthorne die Rolle des Dominic Delacort, für welche er 2016 unter anderem eine Nominierung für einen Daytime Emmy Award erhielt.

## Filmografie
- 1984: Im Todestal der Wölfe
- 1984–1985: Rituals (TV-Serie, 84 Episoden)
- 1986: The Facts of Life (TV-Serie, 1 Episode)
- 1988: Freitag der 13. – Jason im Blutrausch (Friday the 13th Part VII: The New Blood)
- 1989: Zurück in die Vergangenheit (TV-Serie, 1 Episode)
- 1993: Subspecies II: Bloodstone
- 1994: Subspecies III: Bloodlust
- 1994: Valley of the Dolls (TV-Serie, 65 Episoden)
- 1995: Palm Beach-Duo (TV-Serie, 1 Episode)
- 1995: Raging Angels
- 1995: Who Killed Buddy Blue?
- 1997: Green Plaid Shirt
- 1997: Eine schrecklich nette Familie (TV-Serie, 1 Episode)
- 1997: Eine himmlische Kupplerin (TV)
- 1997: Kreativ sein ist alles (TV-Serie, 1 Episode)
- 1997: Defying Gravity
- 1997: Trau niemals einem Zwilling
- 1997: Schatten der Leidenschaft (TV-Serie)
- 1997–2009: Zeit der Sehnsucht (TV-Serie, 409 Episoden)
- 1998: Der Musterschüler
- 1999: Vampir der Leidenschaft
- 2000: Friends (TV-Serie, 1 Episode)
- 2000: V.I.P. – Die Bodyguards (TV-Serie, 1 Episode)
- 2001: God's Helper (Kurzfilm)
- 2001: Love Bytes (TV-Serie)
- 2003: Daredevil
- 2005: Horror High
- 2008: Liebe, Lüge, Leidenschaft (TV-Serie, 23 Episoden)
- 2009: Albino Farm
- 2012–2014: Hustling (TV-Serie, 10 Episoden)
- 2015: The Dark Rite
- 2015: Winterthorne (TV-Serie, 2 Episoden)
- 2016: Hintergangen (TV)
- 2018: Falling for Angels (TV-Serie, 1 Episode)
- 2018–2019: After Forever (TV-Serie, 16 Episoden)
- 2019: Blood Bound
- 2019–2020: Days of Our Lives' Last Blast Reunion